# California’s Great America
Koordinaten: 37° 23′ 45″ N, 121° 58′ 20″ W
California’s Great America ist ein 45 Hektar großer Freizeitpark in Santa Clara, Kalifornien, USA. Der Park gehört und wird betrieben von der Six Flags Entertainment Corporation. Er wurde ursprünglich 1976 als einer von zwei Parks eröffnet, die von der Marriott Corporation gebaut wurden. Great America bietet über 40 Fahrgeschäfte und Attraktionen. Der Park war in den Filmen Beverly Hills Cop III und Getting Even with Dad (beide 1994) zu sehen.
Die Eigentumsverhältnisse des Parks wechselten mehrmals: Zunächst erwarb die Stadt Santa Clara den Park 1985 von Marriott. 1989 wurde er an die Kings Entertainment Company verkauft, während Santa Clara das Land weiterhin besaß. Paramount Parks übernahm den Park 1992, gefolgt von Cedar Fair im Jahr 2006. Schließlich verkaufte Santa Clara das Land, auf dem der Park steht, 2019 an den damaligen Eigentümer Cedar Fair, der es 2022 an Prologis weiterveräußerte. Der derzeitige Pachtvertrag für das Land läuft über sechs Jahre bis 2028 und gibt Prologis die Option, ihn um weitere fünf Jahre zu verlängern. Der derzeitige Eigentümer, Six Flags, plant, den Park bis Ende 2027 zu schließen.

## Geschichte

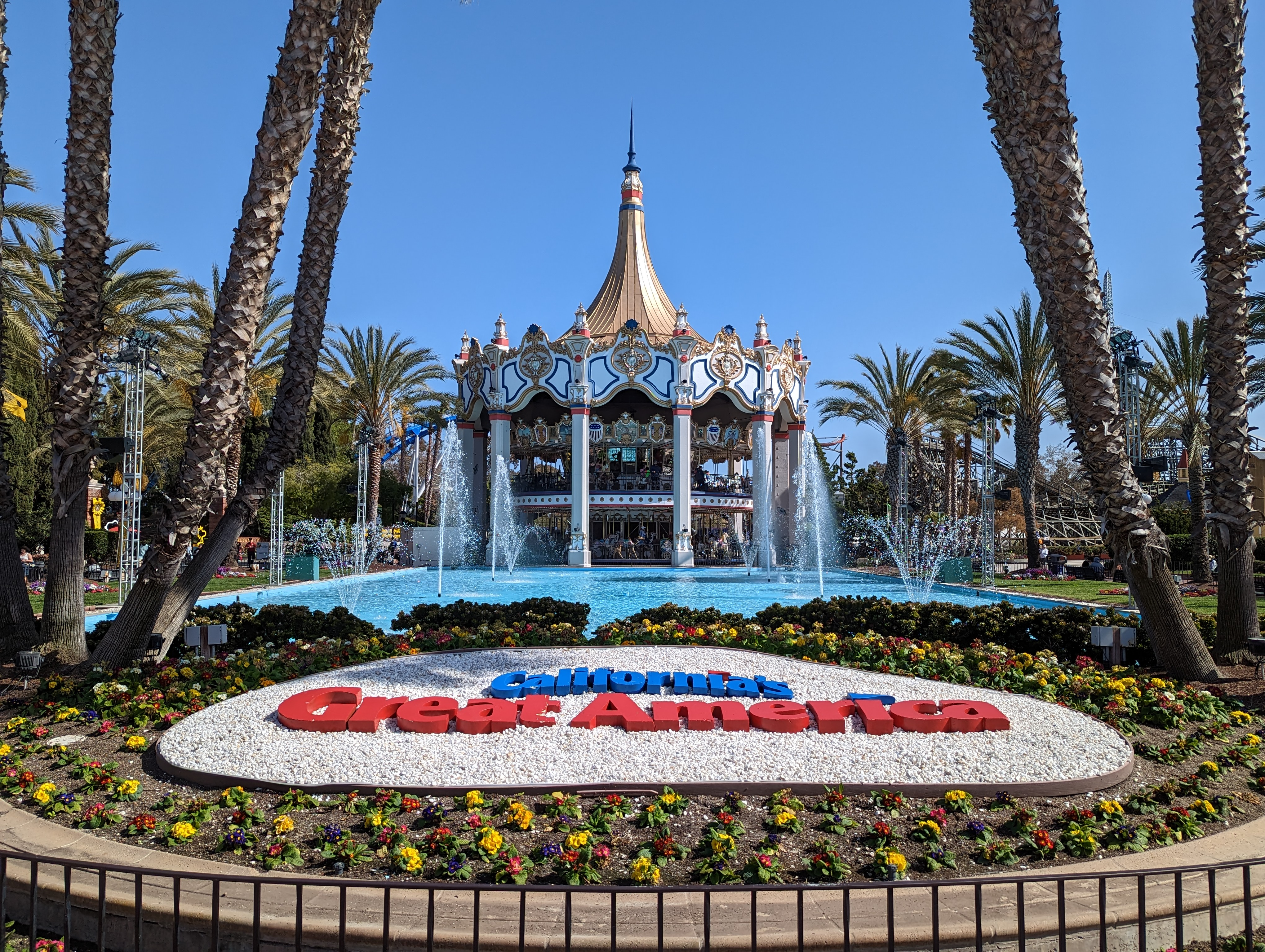
Carousel Columbia

### Marriott Corporation (1976–1985)
Das Hotel- und Restaurantunternehmen Marriott Corporation eröffnete Marriott's Great America am Standort einer ehemaligen Birnenplantage und öffnete den Park am 20. März 1976 für die Öffentlichkeit. Der Eintrittspreis betrug 7,95 US-Dollar für Erwachsene (ab 12 Jahren) und 6,95 US-Dollar für Kinder (4–11 Jahre), was inflationsbereinigt 2023 etwa 43 bzw. 37 US-Dollar entspricht. Der Park beschäftigte zu dieser Zeit 1.500 Mitarbeiter.
Weniger als zwei Monate später, am 29. Mai, eröffnete das Unternehmen einen zweiten Freizeitpark mit dem Namen Marriott's Great America – später bekannt als Six Flags Great America – nördlich von Chicago in Gurnee, Illinois. Ein dritter Park war ursprünglich für die Metropolregion Baltimore–Washington geplant, jedoch wurde die Idee nach mehreren gescheiterten Versuchen, den lokalen Widerstand zu überwinden, aufgegeben.
Obwohl der Park profitabel war, entsprach er nicht den Gewinnerwartungen der Marriott Corporation, weshalb das Unternehmen 1983 begann, Verkaufsoptionen zu prüfen. Eine interessierte Partei, die Caz Development Co., schätzte den Landwert auf 800.000 bis 1 Million US-Dollar pro Acre. Marriott nahm außerdem die Stadt Santa Clara in die Verhandlungen auf, die bereits 55 Acres (22 Hektar) Parkplatzfläche für den Vergnügungspark verpachtete. Aus Angst, dass Wohnungsbauprojekte von Caz Development den Wert bestehender Immobilien senken könnten, genehmigte der Stadtrat von Santa Clara am 31. Januar 1984 mit einer knappen 4-zu-3-Abstimmung eine Kaufvereinbarung über 101 Millionen US-Dollar. Diese Entscheidung musste jedoch von den Bürgern der Stadt genehmigt werden. Die stadtweite Abstimmung verlief positiv und genehmigte den Verkauf mit einem Verhältnis von 3 zu 1.
Daraufhin verklagte Caz Development die Stadt und Marriott vor dem Superior Court von Santa Clara County, um die Transaktion zu blockieren. Das Gericht erklärte den Verkauf für ungültig, was die Stadt dazu zwang, durch Verhandlungen mit den anderen Parteien eine Lösung zu suchen.
Da keine rechtzeitige Einigung erzielt werden konnte, stimmte der Stadtrat am 5. Februar 1985 mit 6 zu 1 Stimmen dafür, den Verkauf abzubrechen, obwohl die Stadt weiterhin Interesse am Erwerb des Parks hatte. Nachdem Marriott eine Anzahlung von 20 Millionen US-Dollar an die Stadt zurückerstattet hatte, wurden die Verhandlungen wieder aufgenommen. Schließlich einigten sich alle Parteien in Marathonsitzungen Anfang Juni 1985 auf einen Kompromiss. Die Stadt erwarb den Park für 93,5 Millionen US-Dollar von Marriott, das 8,1 Hektar (20 Acres) des Grundstücks für eigene Entwicklungsprojekte behielt. Caz Development akzeptierte eine Einigung, die es dem Unternehmen erlaubte, ein Hotel und ein Bürogebäude in der Nähe des Parks zu errichten. Die Stadt benannte den Park in Great America um.

### Kings Entertainment Company (1985–1992)
1985 wurde die Kings Entertainment Company, die bereits andere Freizeitparks besaß und betrieb, beauftragt, Great America im Namen der Stadt zu verwalten. 1989 verkaufte die Stadt den Park an Kings Entertainment, behielt jedoch das Eigentum an dem Land, auf dem der Park steht. Im Rahmen der Vereinbarung würde die Stadt 5 % aller Einnahmen erhalten, die 56 Millionen US-Dollar übersteigen.

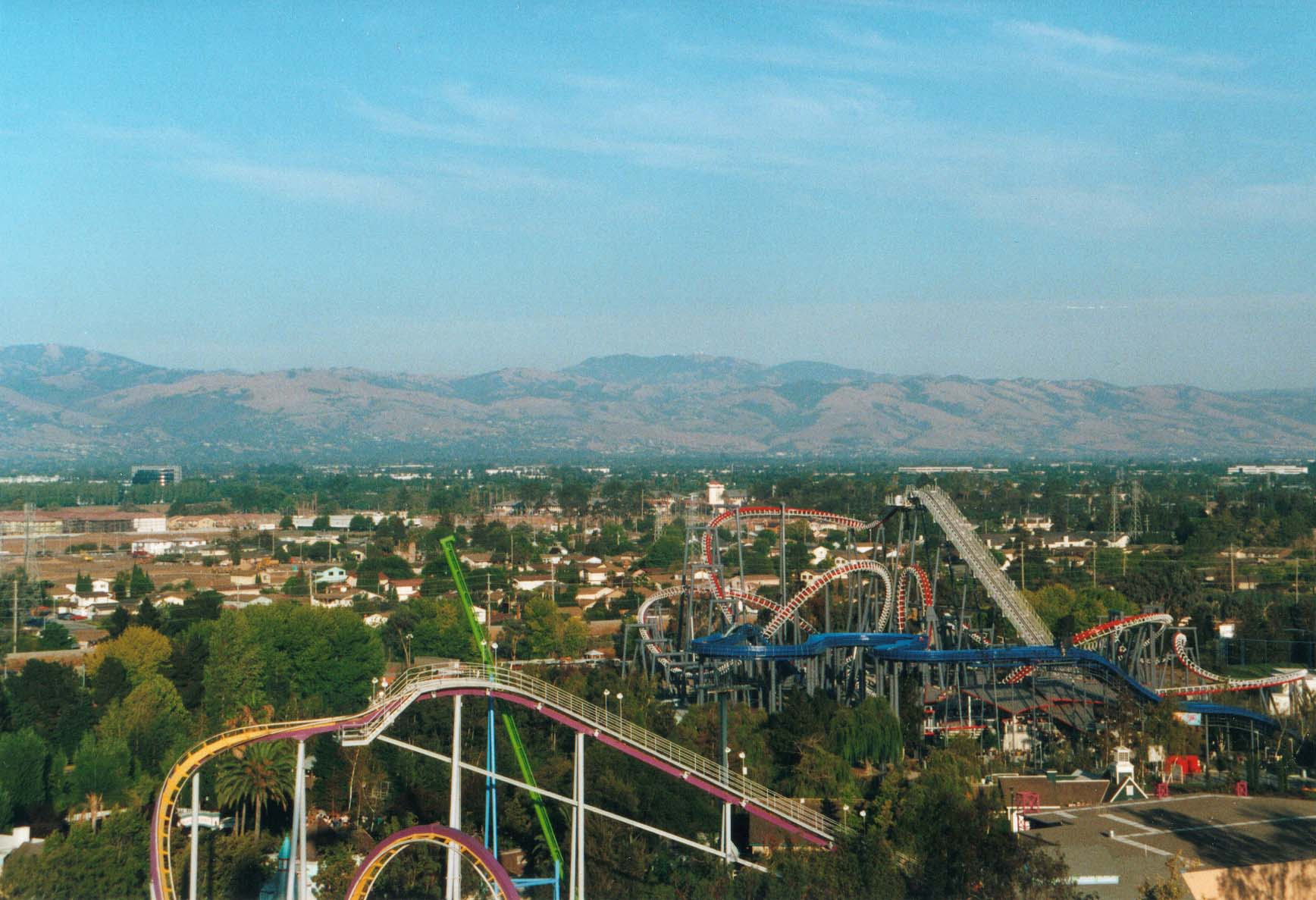
Der Park im Jahr 2000

### Paramount Parks (1992–2006)
Drei Jahre später suchte Paramount Communications (ehemals Gulf+Western), die Eigentümer von Paramount Pictures, den Einstieg in die Freizeitparkbranche, um mit anderen Unterhaltungsunternehmen mitzuhalten. Am 31. Juli 1992 erwarb das Unternehmen Kings Entertainment für 400 Millionen US-Dollar und gründete Paramount Parks. Im Rahmen der Übernahme kaufte Paramount die von Kings betriebenen Parks: Great America, Kings Dominion, Carowinds sowie einen 20%igen Anteil an Canada’s Wonderland. Zusätzlich übernahm Paramount Kings Island, das zuvor von Kings im Auftrag des Eigentümers American Financial Corporation betrieben wurde.
1994 erlangte Viacom, die Muttergesellschaft von MTV Networks (einschließlich Nickelodeon), durch den Erwerb einer Mehrheitsbeteiligung die Kontrolle über Paramount. Dies ermöglichte es, Nickelodeon-Thematisierungen und -Merchandise in den Park zu integrieren. Während der Paramount-Ära wurden zahlreiche neue Attraktionen hinzugefügt, darunter das Action FX Theatre, Nickelodeon Splat City (später Nickelodeon Central), der Drop Zone Stunt Tower, Invertigo und viele weitere moderne Fahrgeschäfte. Aufgrund der begrenzten Expansionsmöglichkeiten des Parks, der mitten im Silicon Valley liegt, mussten jedoch mehrere Attraktionen, darunter die klassische Zugfahrt und die Sky Whirl, ein Markenzeichen von Marriott's Great America, weichen, um Platz für neue Attraktionen zu schaffen.
Viacom übernahm 1999 CBS, wodurch das fusionierte Unternehmen Viacom/CBS die Muttergesellschaft von Great America sowie mehrerer Rundfunkanstalten in der Bay Area wurde, darunter KPIX-TV (CBS) und KBCW (UPN). Im Jahr 2005 trennten sich Viacom und CBS wieder, wobei die neu gegründete CBS Corporation die Kontrolle über Paramount Parks übernahm. 2006 verkaufte CBS diese Einheit an Cedar Fair.

### Cedar Fair (2006–2024)
Obwohl ein Lizenzvertrag bestand, um die Nickelodeon- und Paramount-Marken für einige Jahre zu behalten, entschied sich Cedar Fair, diese früher zu entfernen. Zur Saison 2007 wurde der Name „Paramount“ aus dem Parknamen gestrichen, sodass er nur noch „Great America“ hieß. In der darauffolgenden Saison wurde der Park in „California's Great America“ umbenannt, um an den ursprünglichen Namen des Parks zu erinnern. In diesem Jahr wurde eine Huss Rides Top-Spin-Attraktion namens FireFall hinzugefügt, ebenso wie eine neue Eisshow im Great America Theatre, das zuvor Paramount Theatre hieß. Außerdem feierte das Halloween-Event Halloween Haunt, das an jedem Herbstwochenende stattfindet, 2008 im Park Premiere. Für die Saison 2010 wurden die verbleibenden Nickelodeon-Themen durch Charaktere und Themen aus Peanuts, einem Comic von Charles M. Schulz, ersetzt. Der Kinderbereich wurde in „Planet Snoopy“ umbenannt. Ähnliche Änderungen wurden in anderen Cedar-Fair-Parks im ganzen Land vorgenommen.
Am 19. September 2011 bestätigte Cedar Fair Berichte, dass California's Great America an JMA Ventures, LLC, für 70 Millionen US-Dollar verkauft werden sollte. Der Verkauf bedurfte der Genehmigung durch die Stadt Santa Clara, deren Stadtrat am 6. Dezember 2011 darüber abstimmen sollte. Cedar Fair, das den Park 2006 gekauft hatte, plante, die Einnahmen aus dem Verkauf zur Reduzierung seiner Schulden zu nutzen. Am 6. Dezember 2011 gab JMA Ventures jedoch bekannt, dass sie ihre Pläne zum Kauf des Parks aufgeben würden. In derselben Mitteilung bestätigte Cedar Fair, dass eine langfristige Vereinbarung mit den San Francisco 49ers über Parkplätze und den Bau eines neuen Stadions neben Great America getroffen worden war. Im März 2019 erwarb Cedar Fair das Grundstück, auf dem Great America steht, von der Stadt Santa Clara. Die Stadt behielt den Hauptparkplatz, der von Levi’s Stadium und Great America gemeinsam genutzt wird.
California's Great America war 2020 aufgrund der COVID-19-Pandemie und zweier Stay-at-Home-Verordnungen des kalifornischen Gouverneurs Gavin Newsom geschlossen. Am 22. Mai 2021 wurde der Park mit begrenzter Kapazität wiedereröffnet, wobei Maskenpflicht und Abstandsregeln galten. Ebenfalls 2021 wurde der Wasserpark Boomerang Bay als South Bay Shores wiedereröffnet, mit neuen Wasserrutschen in mehreren Bereichen des Parks.
Im Juni 2022 gab Cedar Fair den Verkauf des Grundstücks, auf dem California's Great America steht, für 310 Millionen US-Dollar an Prologis bekannt, ein auf Logistikimmobilien spezialisiertes Unternehmen aus der Bay Area. Cedar Fair erklärte, dass der Verkauf dazu beitragen werde, die Unternehmensschulden auf 2 Milliarden US-Dollar zu senken, und kündigte an, den Park bis spätestens 2033 zu schließen. Die Bedingungen der Vereinbarung sehen vor, dass Prologis das Grundstück zunächst für sechs Jahre verpachtet, mit der Option, den Pachtvertrag um weitere fünf Jahre zu verlängern, wobei Prologis den Vertrag jedoch mit einer Frist von nur zwei Jahren kündigen könnte. Santa Claras Bürgermeisterin Lisa M. Gilmor erklärte, die Stadt habe von dem Verkauf erst aus der Öffentlichkeit erfahren. Stadtvertreter planten, mit Prologis zu sprechen, um weitere Details zu erfahren, und wiesen darauf hin, dass das Grundstück ausschließlich als „Freizeitpark“ ausgewiesen ist.
Im April 2023 aktualisierte der Park seine Website mit der Ankündigung, dass Besucher unter 16 Jahren ab 16:00 Uhr nur noch in Begleitung einer mindestens 21-jährigen Aufsichtsperson im Park bleiben dürfen.

### Six Flags (2024–jetzt)
Am 1. Juli 2024 wurde die Fusion zwischen Cedar Fair und Six Flags abgeschlossen, wodurch die Six Flags Entertainment Corporation entstand. Six Flags hat inzwischen bestätigt, dass man den Park nach der Saison 2027 schließen wird, wenn man sich nicht doch noch dazu entscheidet, den Pachtvertrag zu verlängern.

## Achterbahnen
| Name                   | Bild | Typ                                           | Hersteller                   | Eröffnungsjahr | Weblinks |
| ---------------------- | ---- | --------------------------------------------- | ---------------------------- | -------------- | -------- |
| Demon                  |      | Stahlachterbahn mit Inversionen               | Arrow Dynamics               | 1976           |          |
| Flight Deck            |      | Inverted Coaster                              | Bolliger & Mabillard         | 1993           |          |
| Gold Striker           |      | Holzachterbahn                                | Great Coasters International | 2013           |          |
| Lucy's Crabbie Cabbies |      | Familienachterbahn                            | E&F Miler Industries         | 1999           |          |
| Patriot                |      | Floorless Coaster (bis 2016 Stand-Up Coaster) | Bolliger & Mabillard         | 1991           |          |
| Psycho Mouse           |      | Wilde Maus                                    | Arrow Dynamics               | 2001           |          |
| RailBlazer             |      | Single-Rail-Coaster                           | Rocky Mountain Construction  | 2018           |          |
| Grizzly                |      | Holzachterbahn                                | unbekannt                    | 1986           |          |
| Woodstock Express      |      | Familienachterbahn                            | Intamin                      | 1987           |          |

## Geschlossene Attraktionen
| Name                                     | Bild | Typ                               | Hersteller                    | Eröffnungsjahr | Schließungsjahr             | Weblinks |
| ---------------------------------------- | ---- | --------------------------------- | ----------------------------- | -------------- | --------------------------- | -------- |
| Ameri-Go-Round                           |      | Karussell                         | Philadelphia Toboggan Company | 1976           | 1995                        |          |
| Bottom's Up                              |      | Trabant                           | Chance Rides                  |                | 1988                        |          |
| Cajun Carpet                             |      | Rainbow                           | Huss                          |                | 1989                        |          |
| Dolphin and Seal Show                    |      | Show                              |                               |                | 1989                        |          |
| Edge                                     |      | Freefall                          | Intamin                       | 1983           | 1995                        |          |
| Firefall                                 |      | Top Spin                          | Huss                          | 2008           | 2016                        |          |
| Greased Lightnin’ (bis 1998: Tidal Wave) |      | Launched Coaster, Shuttle Coaster | Schwarzkopf                   | 1977           | 2002                        |          |
| Great America Scenic Railway             |      | Parkeisenbahn                     |                               | 1976           | 2000                        |          |
| Gulf Coaster                             |      | Kinderachterbahn                  | Allan Herschell Company       | 1976           | 1980                        |          |
| H.M.B. Endeavor                          |      | Looping Starship                  | Intamin                       | 1987           | 2017                        |          |
| Hilltopper                               |      | Himalaya                          | Wisdom Rides                  |                | 1984                        |          |
| IMAX Pictorium Theater                   |      | IMAX Theater                      |                               | 1978           | 2001                        |          |
| Invertigo                                |      | Inverted Coaster, Shuttle Coaster | Vekoma                        | 1998           | 2010                        |          |
| KidZville                                |      | Kinder-Themenbereich              |                               |                | 2010 (jetzt: Planet Snoopy) |          |
| Lobster                                  |      | Monster / Polyp                   | Eyerly Aircraft               | 1976           | 1993                        |          |
| Logger's Run                             |      | Log Flume                         | Arrow Dynamics                | 1976           | 2017                        |          |
| Nickelodeon Central                      |      | Kinder-Themenbereich              |                               |                | 1997                        |          |
| Saskatchewan Scrambler                   |      | Scrambler                         |                               |                |                             |          |
| Skyhawk                                  |      | Flight Trainer                    | Intamin                       | 1989           | 2000                        |          |
| Snoopy's Splash Dance                    |      | Wasserspielplatz                  |                               |                | 2017                        |          |
| Stealth                                  |      | Flying Coaster                    | Vekoma                        | 2000           | 2003                        |          |
| Triple Play                              |      | Troika                            | Huss                          | 1976           | 2004                        |          |
| Triple Wheel                             |      | Triple-Wheel                      | Waagner-Biro                  | 1976           | 1997                        |          |
| Trolley Cars                             |      | Trolley                           |                               |                | 2000                        |          |
| Whizzer                                  |      | Stahlachterbahn ohne Inversionen  | Schwarzkopf                   | 1976           | 1988                        |          |
| Yankee Clipper                           |      | Log Flume                         | Arrow Dynamics                | 1976           | 1998                        |          |

## In den Medien
- Einige Szenen des Films Beverly Hills Cop III wurden in California’s Great America gedreht.